# Manifest (Amaranthe album)
| Recensies          | Recensies |
| Publicatie         | Score     |
| ------------------ | --------- |
| All About the Rock | 7/10      |
| Blabbermouth.net   | 8/10      |
| Kerrang!           | 4/5       |
| Metal Hammer (UK)  | [ 4 ]     |
| Metal Injection    | 8/10      |

Manifest (gestileerd in hoofdletters) is het zesde studioalbum van de Zweeds-Deense heavy metalband Amaranthe. Het is ook het laatste album met zanger Henrik "GG6" Englund.

## Track listing
Alle muziek en teksten zijn geschreven door Olof Mörck en Elize Ryd, behalve waar genoteerd. 
| 1.                 | Fearless                         |                                         | 3:31 |
| 2.                 | Make It Better                   |                                         | 3:50 |
| 3.                 | Scream My Name                   |                                         | 3:03 |
| 4.                 | Viral                            |                                         | 3:01 |
| 5.                 | Adrenaline                       |                                         | 3:09 |
| 6.                 | Strong (featuring Noora Louhimo) |                                         | 3:06 |
| 7.                 | The Game                         |                                         | 3:01 |
| 8.                 | Crystalline                      |                                         | 3:20 |
| 9.                 | Archangel                        |                                         | 3:23 |
| 10.                | Boom!1                           | Olof Mörck, Elize Ryd en Henrik Englund | 4:13 |
| 11.                | Die and Wake Up                  |                                         | 3:08 |
| 12.                | Do or Die                        |                                         | 3:28 |
| Totale duur: 40:13 |                                  |                                         |      |

| 13.                | Strong (cinematic version) | 3:13 |
| Totale duur: 43:26 |                            |      |

| 13.                | 82nd All the Way (Sabaton cover)                  | Joakim Brodén, Pär Sundström en Chris Rörland | 3:21 |
| 14.                | Do or Die (singleversie, featuring Angela Gossow) |                                               | 3:28 |
| 15.                | Adrenalina (Spanglish akoestische versie)         |                                               | 2:53 |
| 16.                | Crystalline (orkestrale versie)                   |                                               | 3:19 |
| Totale duur: 53:13 |                                                   |                                               |      |

| 1.                 | Do or Die (muziekvideo)     | Marcus Overbeck | 4:39  |
| 2.                 | Viral (muziekvideo)         | Overbeck        | 3:16  |
| 3.                 | Manifest Studio Documentary |                 | 15:02 |
| Totale duur: 22:57 |                             |                 |       |

## Notities
- "Boom!1" is gestileerd in hoofdletters.[6]

## Personeel

### Amaranthe
- Olof Mörck – gitaren, toetsen, co-productie, mixing
- Elize Ryd – zang
- Morten Løwe Sørensen – drums
- Johan Andreassen – bas
- Henrik "GG6" Englund – zang
- Nils Molin – zang

### Gast-/sessiemuzikanten
- Noora Louhimo (Battle Beast) – zang op "Strong"
- Perttu Kivilaakso (Apocalyptica) – cello op "Crystalline" (beide versies)
- Elias Holmlid (Dragonland) – toetsen on "Crystalline" (beide versies)
- Heidi Shepherd (Butcher Babies) – gesproken woorden op "Boom!1"
- Jeff Loomis (Arch Enemy) – gitaarsolo op "Do or Die" (beide versies)
- Angela Gossow (ex-Arch Enemy) – zang op "Do or Die" (singleversie)

### Productie
- Jacob Hansen – productie, engineering, mixing, mastering
- Joonas Parkkonen – engineering
- Johan Carlén – fotografie
- Emmanuel Shiu – albumhoes ontwerp
- Travis Smith – boekje kunst en ontwerp